# 유희강
유희강(柳熙綱, 1911년~1976년 10월 18일) 또는 류희강은 대한민국의 서예가이다. 호는 ‘검여(劍如)’이며, 인천(仁川) 출신이다.

## 생애
1911년 오늘날의 경인 아라뱃길 매화동산 위치인 시시내마을 즉 서구 시천동에서 태어났다. 그의 생가 터는 인천광역시 행정체제 개편에 따라 검암동으로 편입될 것이다.

1937년 명륜전문학교(明倫專門學校)를 졸업하였다. 1938년 중국으로 건너가 북경의 동방문화학회(東方文化學會)에서 중국의 서화 및 금석학을, 상하이 미술연구소에서 서양화를 공부했다. 1939년 베이징 동학회어학교(同學會語學校)를 졸업하였고, 1940년에는 《강서시보》(江西時報)의 편집장을 역임하였다. 1945년 광복군 지대장(支隊長)의 비서로 있다가 해방과 함께 1946년 귀국했다. 1954년에서 1961년까지 인천 시립박물관장, 1955년 대동서화 동연회(大東書畵硏究會) 회장 및 미술가협회 중앙위원을 역임했고, 인천시 문화상을 수상했다. 1955년부터 국전에 출품, 문교부장관상을 수상했고, 1959년 국전 초대작가, 1961년 이후 심사위원을 지냈다. 1962년 및 1965년에는 인천교육대학과 홍익대학교의 강사로 재직했으며, 1962년 경기도 문화상을 수상했다. 1959년과 1964년 두 차례에 걸쳐 인천과 서울에서 개인전을 가졌다. ‘검여서숙(劍如書塾)’을 열어 후배들을 지도해 오던 중 1968년 고혈압으로 쓰러져 실어증과 반신불수의 증세가 병발하는 등 불의의 병고를 치렀으나 꺾이지 않고 계속 서도에 정진, 오른손이 마비된 불완전한 상태에서 왼손으로 쓴 글씨로 마련한 1971년 제3회 개인전은 여러 가지 충격적인 반향을 일으켰다.
1. ↑  https://www.jeonmae.co.kr/news/articleView.html?idxno=1076928